# Autobots
Los Autobots son una facción ficticia de robots sensibles en la franquicia multimedia Transformers. Ellos son robots vivientes e inteligentes del planeta Cybertron que, como la mayoría de los Transformers, están imbuidos de una "fuerza vital" única conocida como "chispa".Liderados por Optimus Prime en la mayoría de las historias, los Autobots creen que "la libertad es el derecho de toda vida sensible"y a menudo participan en una guerra civil con los Decepticons, una facción de transformers dedicada a la conquista militar y generalmente encabezada por Megatron.En un universo espejo retratado en Transformers: Shattered Glass, los Autobots son villanos opuestos por los heroicos Decepticons.
El engranaje de transformación ("T-cog") y el metal viviente del cuerpo de cada transformer les permite cambiar de su cuerpo robótico natural a un "modo alternativo" basado en algo, una forma de tecnología o forma de vida que han observado y escaneado. Cuando se introdujeron por primera vez, la mayoría de los Autobots se transformaron en automóviles, camiones y otros vehículos de carretera.Con el tiempo, los Autobots se han introducido con modos alternativos que incluyen aeronaves, armas, animales robóticos o una variedad de dispositivos (como equipos de música o microscopios). En la mayoría de los medios de Transformers, los Autobots originalmente se transforman en vehículos de estilo alienígena y tecnología nativa de su planeta natal Cybertron, pero luego adoptan formas alternativas basadas en tecnología humana después de viajar a la Tierra.Estos Autobots son a menudo agrupados en "equipos" especiales que tienen el sufijo "-bot" al final, como en Dinobot (Los nombres de grupos de los Decepticon terminan en "-con").
En la serie de películas de acción real, así como en la serie animada por CGI Transformers: Prime, el título Autobots se explica como la versión corta del título "Organismos robóticos autónomos". En Japón, los Autobots se llaman "Cybertrons" (サイバトロン, Saibatoron)pero se los conoce como Autobots (オートボット, Ōtobotto) en la serie de películas Transformers Animated y Transformers: Prime. En Italia, se les llama "Autorobot". La insignia Autobot también se conoce a veces como "Autobrand", un término que apareció por primera vez en el número 14 de la serie Marvel Comics. Los descendientes de los Autobots, los Maximals de Transformers: Beast Wars, también son conocidos como Cybertrons en Japón.

## Transformers: Generación 1
En todas las historias de Transformers, los Autobots y sus adversarios, los Decepticons, se originan en el planeta Cybertron. El planeta es casi siempre representado como un cuerpo puramente metálico. La capital de Cybertron es Iacon. En ediciones posteriores de la línea de cómics de Marvel, Cybertron se muestra con clima, como la lluvia.

### Miembros
Artículo principal: Lista de Autobots
En la mayoría de las continuidades de América del Norte, el comandante Autobot suele ser Optimus Prime. La continuidad japonesa, sin embargo, es más diverso; después de Optimus Prime (G1), la sucesión de comandantes incluyen Rodimus Prime, Fortress Maximus, Dios Ginrai (conocido en los EE. UU. como Powermaster Optimus Prime), Victory Saber, y Dai Atlas. Muchos de estos líderes utilizan el título de Prime, un descendiente directo de la lingüística Primus. Se identifica al Comandante Autobot ya que se encarga de la Matrix de Creación, también conocida como la Matrix de Liderazgo Autobot. La Matrix elige su propio titular y cuando se toma por un nuevo líder lo transforma en un más grande, más poderoso, más sabio comandante Autobot. Los titulares de la Matrix se convierten en uno con la matrix, de modo que cuando el titular muere, su chispa - la fuerza vital de los transformers - se absorbe en la Matrix. Los titulares de la Matrix, desde el principio del tiempo (como por la continuidad Marvel), son Primus, Prima, Prime Nova, Sentinel Prime, Optimus Prime, Ultra Magnus, Rodimus Prime, Fortress Maximus, Ginrai, Star Saber, Dai Atlas, Optimus Primal, Big Convoy, Vector Prime, y Megatronus Prime/The Fallen. Por un breve tiempo, el Decepticon Thunderwing consiguió la matrix, pero cuando Optimus Prime la reclamó, la presencia de Thunderwing fue purificada de la Matrix.

### Línea de juguetes Hasbro
Hasbro lanzó la línea de juguetes Transformers con diez personajes Autobot diferentes, todos los cuales se transformaron en automóviles, mientras que los diez Decepticons distintos (siete paquetes de tres en dos en una caja / paquete) eran armas, aviones y equipos de comunicaciones. Muchos de los Transformers estaban basados en diseños de Takara. Optimus Prime fue uno de los primeros Transformers lanzados por Hasbro en 1984. El listado de personajes / mini póster que venía dentro del empaque de Transformer lo identificó como "Comandante Autobot", en contraste con el título de Megatron el "Líder Decepticon". La línea de juguetes de la Generación 2 presentaba un personaje llamado "Autobot" que se transforma de un reloj de pulsera / "máquina del tiempo" humano a un robot humanoide. Línea Micro Change como MC-06 Watch Robo, donde estuvo disponible en cuatro colores diferentes. En 1993, fue lanzado directamente por Takara en América del Norte como parte de Transformers: Generation 2, junto con Scorpia y los relojes de pulsera Superion, Galvatron y Ultra Magnus.

### Marvel Comics
Tanto Autobots como Decepticons fueron creados por Primus. En la mayoría de las continuidades, este sigue siendo el caso. Aunque la serie original de Marvel no tenía otro propósito que no fuera la creación de una autoimagen benevolente para los Transformers, algunas continuidades añaden / modifican que los Transformers fueron creados para defender el universo. Cada una de las varias encarnaciones de cómics posteriores de Transformers tenían historias de origen diferentes, generalmente basadas en ficciones proporcionadas en la serie de cómics y dibujos animados de los años ochenta.
El líder Autobot, Optimus Prime, apareció por primera vez en el número 1 de la serie limitada de 4 temas de Marvel en septiembre de 1984, que se extendió a la serie principal. Esta serie cómica comenzó con la historia de los Autobots y los Decepticons en Cybertron, dos facciones que alguna vez fueron pacíficas y que finalmente llegaron a la guerra debido al deseo de conquista de Megatron. En las primeras páginas de este número, los lectores fueron presentados a Optimus Prime, declarado como "Iacon", la más grande de las ciudades-estado de Cybertron. Fue descrito como "un líder para inspirar a los Autobots en su hora de mayor peligro, de todos los Autobots, solo él, sabio y poderoso más allá de la comprensión, fue capaz de unir completamente a los guerreros dispersos en una fuerza de combate totalmente efectiva". Su fuerza también fue descrita con mayor detalle donde se declaró".
La guerra entre los Autobots y los Decepticons pronto causó que Cybertron se separara de su órbita y se adueñara del espacio, y la guerra fue catalogada por más de mil años. Eventualmente, Optimus lideraría un gran equipo de Autobots en una misión espacial para eliminar asteroides que amenazaban con destruir a Cybertron en su nuevo rumbo a través del espacio. Pero, una vez que tuvieron éxito en este esfuerzo, un ataque sorpresa de los Decepticons llevó a su nave espacial (el Arca) a aterrizar en la Tierra, donde residiría durante cuatro millones de años en un volcán inactivo. Finalmente, cuando el volcán entró en erupción, desencadenó una serie de eventos que revivirían a los Autobots y Decepticons que habían sido desactivados en el accidente. A través de la ejecución de 80 números del cómic, Optimus Prime sería asesinado y resucitado varias veces. Durante sus ausencias, otros oficiales Autobot asumieron el liderazgo dentro de los Autobots con destino a la Tierra. Ellos incluyeron Prowl, Grimlock, Fortress Maximus, y otros. En una línea de tiempo futura (una que, por eventos en el "presente", ya no puede pasar), los Autobots son comandados por Rodimus Prime.
La oficina de Marvel en el Reino Unido publicó cómics mucho más a menudo, generalmente semanalmente en comparación con mensualmente para el cómic estadounidense. Para lograr esto, los cómics del Reino Unido tenían historias adicionales que nunca se incluyeron en la continuidad de los EE. UU. (Y se debaten en cuanto a su autenticidad de canon). En la serie del Reino Unido, se aprende mucho más sobre el comandante Autobot, Rodimus Prime, mientras que en la continuidad de los Estados Unidos, solo se lo ve brevemente, muy probablemente muerto, como un prisionero de Galvatron.

## Transformers: La chispa de la Tierra
Muchos años después del final de la guerra, los Autobots, que ahora trabajan con Megatron y la organización humana secreta G.H.O.S.T. para proteger la Tierra de los Decepticons rebeldes restantes, se acercan a la familia Malto y ofrecen a los Terrans la oportunidad de ser guiados por Bumblebee. Con nuevas amenazas en el horizonte, como el científico loco Dr. Meridian (Mandroid) y los diversos Decepticons que aún están sueltos, los Autobots y Malto trabajan juntos para mantenerse a salvo y encontrar su lugar en el mundo mientras aprenden lo que realmente significa ser una familia.

## Acción en vivo
En la película de acción en vivo Transformers de 2007, Optimus Prime es el comandante Autobot. Su apariencia es algo diferente de su forma original, aunque todavía es reconocible para muchos fanáticos. En la película, su equipo de Autobots en la Tierra está formado por solo cuatro miembros: Bumblebee, Ratchet, Ironhide y Jazz. Lo que también se nota debidamente es que las caras de los Autobots en realidad se parecen a la insignia de los Autobots, lo mismo para los Decepticons. Más tarde, Arcee, Chromia, Elita-One, Skids, Mudflap, Sideswipe, Jolt,  Wheelie, Brains, Que / Wheeljack, Dino / Mirage, los Wreckers (Leadfoot, Roadbuster y Topspin), Hound, Drift y Crosshairs,  llegan a la Tierra.

### Transformers (2007)
En la película de acción en vivo "Transformers", los Autobots llegaron a la Tierra para encontrar a Allspark en un esfuerzo por restaurar un Cybertron desolado. El comienzo de la película, narrado por Optimus Prime, indica que toda la vida en Cybertron vino de "el Cubo". Al principio, Optimus Prime y Megatron gobernaron a Cybertron juntos. Sin embargo, Megatron pronto comenzó a desear el poder de Allspark. Para contrarrestar a Megatron, Optimus formó los Autobots, un grupo de transformers que juraron proteger el Allspark. La guerra provocó daños muy graves de su planeta, a tal punto de dejarlo prácticamente inhabitable. Aunque los Autobots inicialmente causaron una mala primera impresión a las autoridades, Sam Witwicky y Mikaela Banes finalmente convencieron al gobierno de los Estados Unidos de que son aliados contra la verdadera amenaza de los Decepticons y cooperan para ayudarlos en la batalla para mantener a Allspark lejos del enemigo. Durante la batalla, todos los Decepticons son destruidos, a excepción de Starscream, Barricade y Scorponok, pero los Autobots perdieron a un único miembro, Jazz. Optimus Prime decide hacer de la Tierra su nuevo hogar.

### Transformers: la venganza de los caídos (2009)
En Transformers: la venganza de los caídos, todos los Autobots sobrevivientes de la película anterior, así como los recién llegados Jolt, Sideswipe; las hermanas trillizas Arcee, Chromia y Elita-1, y los gemelos Skids y Mudflap) forman parte de un grupo de trabajo clasificado llamado NEST (Tratado de Especies Extraterrestres No Biológicas), que se dedica a la caza y destrucción de Decepticons alrededor el mundo. En esta organización, el Mayor William Lennox y Optimus Prime comparten el comando de campo del personal militar humano y los miembros Autobots, respectivamente. La única excepción a esta asignación es Bumblebee, que se queda con la familia Witwicky como su guardaespaldas.
Aunque NEST tiene una historia productiva en relación con los Decepticons, una misión exitosa en Shanghái, que causó daños colaterales excesivos, recibió críticas del Asesor de Seguridad Nacional del gobierno superior del equipo, Galloway. Además, sugiere que dado que el objetivo principal Decepticon es obtener las porciones restantes de All Spark, es probable que esté fuera de su alcance, los Autobots deberían abandonar el planeta para sacar su guerra con su enemigo. Esta conclusión está completamente desacreditada cuando los Decepticons reaparecen en vigor para robar ese artículo y revivir exitosamente a Megatron. Además, su ejecución del plan de sus superiores (The Fallen) para destruir el Sol, revela que numerosos Decepticons están presentes en la Tierra, lo que más justifica la participación de los Autobots en los asuntos de defensa nacional. Según los materiales relacionados, Bumblebee sigue siendo responsable de la seguridad de los Witwickys. Arcee, una motocicleta Ducati, entre otros Autobots, hace su debut en vivo. Sam tiene lugar en una batalla masiva en la que Optimus Prime es asesinado por Megatron. Sin embargo Sam, Bumblebee, Mikaela y su grupo intentan averiguar una forma de revivir a Optimus con la Matriz de Liderazgo. Durante el proceso conocen a un ex-Decepticon, ahora Autobot, Jetfire. Durante la batalla en Egipto, muchos Decepticons mueren, entre ellos Devastator, Scorponok y Fallen, sin embargo también Arcee, Elita-1, Chromia y Jetfire mueren. A pesar de esto, Optimus es resucitado y Megatron y Starscream escapan, aunque con Megatron gravemente herido y el maestro espía Decepticon Soundwave también sobrevive, nunca participando en la batalla.

### Transformers: el lado oscuro de la luna (2011)
En Transformers: el lado oscuro de la luna, los Autobots, que ahora se componen de Bumblebee (el guardián de Sam), Que / Wheeljack, Sideswipe, Dino / Mirage, Ironhide, Optimus, Ratchet y los Wreckers investigan la actividad alienígena en todo el mundo y han instalado Detectores de Energon. En todas las grandes ciudades para detectar la actividad Decepticon. Al parecer, los Autobots no han tenido ningún contacto con los Decepticons desde Egipto, o al menos ningún contacto importante, pero esto cambia cuando viajan a Chernobyl para investigar la actividad alienígena allí y encontrar una parte del motor del Arca y son atacados por Shockwave y Driller. Los Autobots viajan a la Luna después de enterarse de que el Arca y Sentinel Prime está allí. Después de que Sam Witwicky descubre el plan de los Decepticons para usar a Sentinel, los Autobots son atacados por los Dreads antes de ser asesinados por Dino, Bumblebee, Ironhide y Sideswipe. Sentinel revela que había hecho un trato con Megatron para que Cybertron sobreviva, asesina a Ironhide, asume el control de facto de los Decepticons y emite un ultimátum para forzar a los Autobots de abandonar la Tierra en el Xantium, donde aparentemente los mata Starscream. Él y los Decepticons se apoderan y ocupan Chicago en un brutal asalto que arrasa la ciudad y deja a muchos de sus residentes muertos. Los Autobots sobreviven, se dirigen en secreto a Chicago y se unen a un equipo liderado por Sam y Robert Epps. Los Autobots luchan contra un ejército de Decepticons para alcanzar a Sentinel y detener su plan para llevar a Cybertron a la Tierra; En el proceso, con ayuda humana, logran eliminar a la mayor parte del ejército, incluyendo Laserbeak, Driller, Starscream, Soundwave, Shockwave (Barricade sobrevive a la batalla), aunque Wheeljack/Que muere en el proceso. Optimus se enfrenta a Sentinel después de derribar el Pilar de Control y detener temporalmente el Puente Espacial. Los Autobots y los humanos superan a Sentinel, que huye antes de enfrentarse a Optimus uno a uno, mientras que Sam mata a su ayudante humano y aliado con los Decepticons, Dylan Gould, que reactiva los pilares, al tiempo Ratchet y Bumblebee lo destruyen. Sin embargo, desactivar el puente espacial tiene el efecto secundario de aparentemente destruir Cybertron, pero la trama de Decepticon está frustrada. Optimus casi muere por Sentinel, pero Megatron ataca a Sentinel luego de que Carly Spencer le muestra que Sentinel lo había reemplazado como el líder de los Decepticons. Megatron ofrece astutamente a Optimus una tregua, pero Optimus lo ve como un truco para que Megatron simplemente reanude el control de los Decepticons y reagrupe sus fuerzas en lugar de una oferta genuina que lleve al final de la guerra. Así ataca y mata a Megatron. Gravemente debilitado por el ataque de Megatron, Sentinel aboga por la misericordia de Optimus y trata de justificar sus acciones y la traición de todo lo que representan los Autobots. Sin embargo, Optimus muy decepcionado de su mentor por lo que le hizo a sus compañeros Autobots, rechaza las súplicas de Sentinel y lo mata con la escopeta de Megatron por sus crímenes y por su  violación al Código Autobot. Ahora que Megatron, Sentinel y Dylan están muertos, Sam y Carly están juntos, NEST y los Autobots obtienen una gran victoria, ya que gran parte del ejército de Decepticons en la Tierra que está destruida (todavía hay Decepticons dispersos en todo el mundo) y su estructura de mando ha sido eliminada, pero también pierden Cybertron y deben aceptar la Tierra como su nuevo hogar.

### Transformers: la era de la extinción (2014)
En Transformers: la era de la extinción, han pasado cinco años desde la batalla de Chicago. El gobierno de los EE. UU. ha suspendido las operaciones de conjunto en combate (NEST) con los Autobots (lejos de los humanos: Sam Witwicky, Carly Spencer y otros) y ha calificado a los Transformers en general como peligrosos. Una unidad de élite de la CIA llamada "Cemetery Wind" está formada por el despiadado extremista anti-Transformer, Harold Attinger con la intención de perseguir a todos los Decepticons restantes. Sin embargo, desconocido por el presidente y el Congreso de los Estados Unidos, exterminan secretamente a cualquier Autobot y Decepticon por igual con la ayuda de Lockdown, un cazarrecompensas cybertroniano. Mientras tanto, utilizando datos obtenidos de Transformers destruidos, el magnate empresarial Joshua Joyce y su empresa de tecnología Kinetic Solutions Incorporated (KSI) han perfeccionado "Transformium", el metal molecularmente inestable que es la sangre vital de los Transformers. La creación más preciada de Joshua es Galvatron, un prototipo de soldado transformer creado a partir de los datos que se encuentran dentro de la cabeza cortada de Megatron con la ayuda de un cerebro capturado.
En las zonas rurales de Texas, el luchador inventor de robótica Cade Yeager y su amigo Lucas Flannery compran un viejo camión con la esperanza de desarmarlo y vender las piezas para que la hija de Cade, Tessa, vaya a la universidad. Cade descubre que el camión es un Optimus Prime lesionado, y no pasa mucho tiempo antes de que los agentes de Lockdown y Cemetery Wind liderados por el agente James Savoy irrumpan en la granja de los Yeagers y los amenacen. Optimus sale de su escondite para defenderse de los operativos mientras Cade, Tessa y Lucas son rescatados por el novio de Tessa, Shane Dyson, un piloto de rally irlandés. Pierden a los operativos en una larga persecución en París, Texas, pero Lucas es asesinado por la granada de Lockdown durante su huida. Usando un dron que tomó durante la redada, Cade descubre que los agentes y KSI están trabajando juntos. Optimus reúne a los Autobots restantes - Bumblebee, Hound, Drift y Crosshairs - y viajan con sus nuevos aliados humanos para infiltrarse en la sede de KSI en Chicago. Allí, Cade, Shane y Bumblebee descubren la ingeniería inversa de la tecnología Transformer. Al descubrir que Ratchet ha sido asesinado y su cabeza está siendo derretida, Optimus Prime y los demás autobots se enfurecen y asaltan el edificio. Bumblebee y Drift rescatan a Cade del interrogatorio de Attinger, Optimus, Crosshairs y Hound irrumpen en el cuartel general para destruir el laboratorio y rescatar a Brains, pero Joshua los convence de que sus acciones son inútiles y ya no son relevantes para este planeta.
Cuando los Autobots abandonan las instalaciones, Attinger convence a Joshua para que active el prototipo de los soldados Transformer de KSI, Galvatron y Stinger, para perseguir a los Autobots con los humanos. Optimus y Galvatron se involucran en una batalla extenuante donde Optimus se da cuenta de que Galvatron es un Megatron reconstruido. De repente, Optimus es golpeado por detrás por Lockdown, y en medio del caos, él y Tessa son capturados y llevados a la nave de Lockdown. A bordo de la nave, Lockdown le explica a Optimus que los Transformers fueron construidos por una misteriosa raza alienígena conocida como los "Creadores", que lo contrataron para capturar al líder Autobot por una razón desconocida. Como recompensa por la captura de Optimus, a los operativos de Attinger se les da la "Semilla", una bomba que forma una gran extensión de tierra si explota. Cade, Shane y los Autobots irrumpen en la nave para rescatar a Optimus y Tessa; mientras Bumblebee, Crosshairs y los humanos escapan y se estrellan contra el centro de Chicago, los otros Autobots separaron la parte trasera de la nave antes de que salga al espacio. Joshua y sus socios comerciales, Su Yueming y Darcy, se retiran a Beijing, donde Attinger le entrega la semilla a Joshua a cambio de una participación en el control de KSI. Los Autobots y sus aliados humanos los siguen para evitar que detonen la Semilla. Cade llama a Joshua para hablar sobre la verdadera naturaleza de Galvatron, y sabiendo que fue manipulado por Attinger y Galvatron. Antes de entrar a la nave, Optimus Prime informa que irán a buscar la semilla en China, pero ya no defenderán más a los humanos (debido a la traición de los humanos en contra de los autobots, siendo asesinados varios autobots a causa de los humanos).
En la fábrica de KSI en China, Galvatron se activa repentinamente por su cuenta e infecta a todos los 50 prototipos de soldados Transformer de KSI, convirtiéndolos en nuevos Decepticons. Al darse cuenta de la locura de sus creaciones, Joshua traiciona a Attinger antes de que él, Su y Darcy lleven la semilla a Hong Kong y la entreguen a los Autobots. Ya en la nave, Cade le pregunta a Optimus si era verdad que ya no protegerian más a los humanos. Optimus le responde que cuantos más autobots debian ser sacrificados para aprender de sus errores. Cade le confiesa a Optimus que solamente lo reparó por dinero, sabiendo que cometía un error, y que sin ese error él no estaría aquí, que de los errores salen grandes cosas, que eso representa ser humano. Optimus Prime se decide a seguir luchando a pesar de todo. Allí, los Autobots luchan para proteger a Joshua y la Semilla de Galvatron y sus fuerzas, que derriban el barco de los Autobots. Cade luego mata a Savoy durante una pelea en un edificio de apartamentos. Superado en número, Optimus Prime libera a un grupo de caballeros legendarios (Dinobots) y los guía a la ciudad y destruye el ejército de Galvatron. Lockdown regresa a la Tierra y usa el arma magnética de su nave para jalar algo de metal a su nave, en un esfuerzo por recuperar a Optimus. Optimus destruye el arma y se involucra en la batalla con Lockdown antes de matar a Attinger para evitar que Cade sea ejecutado. Lockdown agarra la espada de Optimus y lo empala, pero los esfuerzos combinados de Bumblebee, Cade, Tessa y Shane distraen al cazarrecompensas antes de que Optimus lo apuñale en el pecho y le corte la cabeza por la mitad, asesinandolo, vengando a Ratchet, Leadfoot y probablemente a otros Autobots. Galvatron se retira, prometiendo encontrarse con Optimus otro día y declara que renació. Con Lockdown, Attinger y su mano derecha Savoy, muertos y Cemetery Wind, se disolvió por sus crímenes y se calificaron como una organización terrorista, Optimus libera a los Dinobots y solicita a sus compañeros Autobots que protejan a la familia Yeager antes de volar al espacio con la Semilla, enviando un Mensaje a los Creadores para que dejen la Tierra en paz, porque él viene por ellos.

### Transformers: el último caballero (2017)
En Transformers: el último caballero, en ausencia de Optimus Prime, se inició una batalla por la supervivencia entre la raza humana y los Transformers. Cade Yeager forma una alianza con Bumblebee, un señor inglés como Sir Edmund Burton, y una profesora de Oxford, Viviane Wembley, para saber por qué los Transformers siguen llegando a la Tierra. Cade y los Autobots deben enfrentarse a la "TRF" (Transformers Reaction Force), una organización reformada a partir de los restos de la disuelta unidad de la CIA, Cemetery Wind (por sus crímenes contra el mundo), cuyo propósito es eliminar a todos los Transformers en la Tierra, independientemente de la facción, y también debe proteger a una niña llamada Izabella, una tomboy inteligente de la calle que quedó huérfana durante la batalla de Chicago. Los Autobots y el TRF luchan contra Quintessa y Megatron y sus fuerzas de defensa, en las que deben encontrar y recuperar a su personal para evitar la inminente destrucción de la Tierra por Cybertron (en terminar lo que Sentinel Prime inició).

### Bumblebee (2018)
En Bumblebee, los Autobots se ven por primera vez luchando en Cybertron durante la guerra contra los Decepticons, que son liderados conjuntamente por Shockwave y Soundwave. Los Autobots están liderados por Optimus Prime, a quien se unen a los Autobots Arcee, Wheeljack, Ironhide, Brawn, Ratchet, Cliffjumper y B-127. Los Autobots se ven obligados a retirarse de Cybertron y refugiarse en otros mundos debido a un ataque absoluto de Decepticons. Optimus Prime asigna B-127 al planeta Tierra, donde planea reagruparse con B-127, junto con los otros Autobots restantes.
Cuando B-127 llega a la Tierra, es atacado inmediatamente por un grupo de las Fuerzas Especiales de los EE. UU. conocido como Sector 7, pero el ataque resultante se interrumpe con la llegada del Decepticon Seeker Blitzwing. Los dos proceden a pelear, durante los cuales Blitzwing arranca el procesador vocal de B-127 e intenta matarlo. B-127 une uno de los misiles de Blitzwing a su cuerpo, haciendo que Blitzwing explote y muera posteriormente. Dañado y necesitando esconderse, B-127 toma el modo alternativo de un Volkswagen Beetle amarillo.

### Transformers: El Despertar de las Bestias (2023)
En Transformers: el despertar de las bestias, los Autobots Optimus Prime, Arcee, Wheeljack, Bumblebee y Mirage se encuentran ocultos en la Tierra después de los sucesos de la película Bumblebee. Ahora hacen equipo con los humanos Noah Díaz y Elena Wallace, junto con los Maximals Optimus Primal, Cheetor, Rhinox y Airazor a defender la Tierra ante la llegada de los Terrorcons: Scourge, Battletrap y Nightbird en buscar un artefacto que traerá al malvado Unicron.

## Animación

### Transformers One (2024)
En Transformers One, los Autobots eran solamente un grupo de mineros cybertronianos sin engranajes de transformación que extraían Entagon para los Quintessons, y ellos y todos los cybertronianos son dirigidos por su líder Sentinel Prime, teniéndole confianza. Después de descubrir la verdad sobre Sentinel por Orion Pax, ellos lo siguen para ayudarlo a exponer la verdad contra los crímenes de Sentinel. Después de que Sentinel fuera asesinado por D-16, ahora como Megatron, y Orion Pax siendo renacido como Optimus Prime al derrotar y desterrar a Megatron junto con la Guardia de Élite por intentar destruir Iacon, los mineros obtienen sus engranajes de transformación por Optimus Prime, siendo su nuevo líder y siendo nombrados Autobots, para así poder proteger Cybertron y enviando un mensaje a los Quintessons para que se mantengan alejados, y ellos mantendran la paz, orden y lucharán por la justicia en toda la galaxia.